# ناکانه ساچی

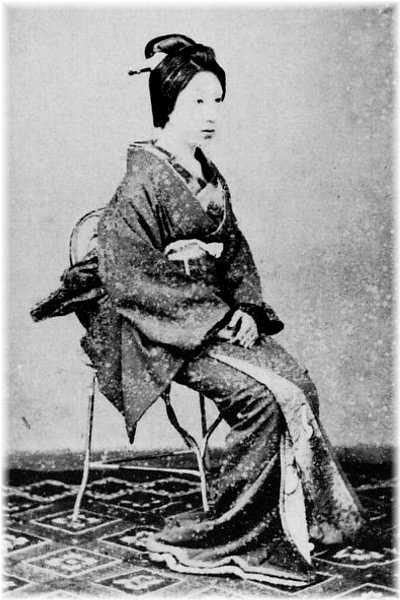

ناکانه ساچی (به ژاپنی: 中根 幸 なかね さち)، (متولد، حدود ۱۸۵۱ - مرگ ۲۹ دسامبر ۱۹۱۵) سوکوشیتسو یا همسر غیراصلی پانزدهمین شوگون، توکوگاوا یوشینوبو بود.